# Dynamic Analysis and Replanning Tool
Інструме́нт динамі́чного ана́лізу та перепланува́ння  (англ. Dynamic Analysis and Replanning Tool (DART)) — програма на основі штучного інтелекту, яку використовує військовий відділ США для оптимізації і транспортування матеріалів, персоналу та вирішення інших логістичних завдань.
Вона застосовувалася військовими США для:
- планування перевезень
- оптимізації перевезень
- вирішення інших матеріально-технічних проблем.

DART використовує інтелектуальних агентів, щоб допомагати системам прийняття рішень, які знаходяться в США та європейських транспортних командах. DART інтегрує набір інтелектуальних засобів обробки даних і систем управління базами даних, щоб швидко оцінювати і планувати матеріально-технічні операції. За допомогою автоматизації оцінки процесів DART знижує витрати і час, необхідні для реалізації рішень.
Введений в 1991 році, DART в 1995 році компенсував витрати, які були спрямовані на його розробку.

## Вступ
DARPA (захист передових досліджень) фінансували MITRE Corporation(англ.) та Університет Карнегі-Меллон — щоб проаналізувати можливість створення декількох інтелектуальних планувальних систем. У листопаді 1989 року військовий огляд (в оригіналі він має назву The Proud Eagle Exercise) виявив багато недоліків у військових системах підтримки армії. В липні наступного року DART був представлений військовим компаніями BBN Technologies(англ.) та ISX Corporation (зараз частина Lockheed Martin Advanced Technology Labs) сумісно з лабораторією військово-повітряних сил США. В листопаді 1990 року військові почали вимагати розробки прототипу для тестування. Вісім тижнів по тому, поспішний, але цілком робочий прототип був представлений — в 1991 році Транспортному Командуванню Збройних сил США на початку операції Буря в пустелі, під час війни в Перській затоці.

## Вплив DART на покращення логістики армії США
DART вирішив декілька логістичних проблем та заощадив мільйони доларів армії США. Військовому керівництву відома величезна кількість перешкод повʼязаних з переміщенням військових сил та засобів з Європи та Саудівської Аравії, в рамках підготовки до операції Буря. Система DART швидко довела свою цінність, поліпшивши плани американських військових. Це було неочікувано тому, що в умовах кризи система змогла швидко адаптуватися, та ефективно забезпечити планування.

## Наступники системи
Успіх DART привів до розвитку військових агентів:
- RDA — Resource Description and Access system (опис ресурсу та доступ до системи);
- DPRI — наступник DART, заснований на принципах: знань на основі планування, планування на основі ініціативи.

## Структура та особливості системи
DART — це інтегрований набір автоматизованих інструментів обробки даних і управління базою даних системи. Система забезпечує можливість операторам та фахівцям з планування — спільно та швидко редагувати й аналізувати час поетапного розгортання сил, та даних — для доцільності перевезень.
Також DART дозволяє розглянути при планування більше альтернатив, ніж це можливо за наявних можливостей. Система дозволяє обирати найбільш оптимальні варіанти дій дуже швидко. Прототип DART був поширений серед CINCs та USTRANSCOM.